# Scangles-Brücke
Die Scangles-Brücke, rätoromanisch La Punt da Scangles Sut, ist eine Steinbogenbrücke über den Medelser Rhein kurz vor der Medelserschlucht im Kanton Graubünden in der Schweiz. Die Strassenbrücke liegt westlich von Sumacla auf dem Gebiet der Gemeinde Medel (Lucmagn). Die alte Lukmanierpassstrasse wird heute als Teil eines Güterweges noch befahren.

## Konstruktion
Die Steinbogenbrücke wurde in den 1870er Jahren gebaut. Sie wurde 2018/19 instand gesetzt.

## Status
Das Bauwerk ist der eindrücklichste übriggebliebene Zeuge der Kunststrasse von 1870/72. Die erhaltenswerte Brücke ist im Inventar historischer Verkehrswege der Schweiz (IVS) als Objekt von nationaler Bedeutung aufgeführt.